# Sanave Thomas
Sanave Thomas Arattukulam (* 21. Mai 1980 in Kollam) ist ein indischer Badmintonspieler.

## Karriere
Sanave Thomas gewann 2001 seinen ersten Titel bei den indischen Einzelmeisterschaften. Ein Jahr zuvor war er bereits bei den Hungarian International erfolgreich gewesen. Im gleichen Jahr gewann er auch die French Open. 2004 nahm er an Olympia teil und wurde 17. im Herreneinzel.

## Sportliche Erfolge
| Saison | Veranstaltung                          | Disziplin    | Platz | Name                              |
| ------ | -------------------------------------- | ------------ | ----- | --------------------------------- |
| 2000   | Hungarian International                | Herrendoppel | 1     | Valiyaveetil Diju / Thomas Sanave |
| 2001   | Indien: Einzelmeisterschaften          | Herrendoppel | 1     | Sanave Thomas / Valiyaveetil Diju |
| 2004   | Volant d’Or de Toulouse                | Herrendoppel | 1     | Rupesh Kumar / Sanave Thomas      |
| 2004   | Indien: Internationale Meisterschaften | Herrendoppel | 1     | Rupesh Kumar / Sanave Thomas      |
| 2004   | Indien: Einzelmeisterschaften          | Herrendoppel | 1     | Rupesh Kumar / Sanave Thomas      |
| 2005   | Indien: Einzelmeisterschaften          | Herrendoppel | 1     | Rupesh Kumar / Sanave Thomas      |
| 2006   | Südasienspiele                         | Mixed        | 2     | Sanave Thomas / Aparna Balan      |
| 2006   | Südasienspiele                         | Herrendoppel | 1     | Rupesh Kumar / Sanave Thomas      |
| 2006   | Indien: Einzelmeisterschaften          | Herrendoppel | 1     | Rupesh Kumar / Sanave Thomas      |
| 2007   | Indien: Einzelmeisterschaften          | Herrendoppel | 1     | Rupesh Kumar / Sanave Thomas      |
| 2008   | Croatian International                 | Herrendoppel | 1     | Rupesh Kumar / Sanave Thomas      |
| 2008   | Indien: Einzelmeisterschaften          | Herrendoppel | 1     | Rupesh Kumar / Sanave Thomas      |
| 2009   | Bahrain International                  | Herrendoppel | 1     | K. A. Aneesh / Thomas Sanave      |
| 2009   | Bitburger Open                         | Herrendoppel | 1     | Rupesh Kumar / Sanave Thomas      |
| 2009   | Indien: Einzelmeisterschaften          | Herrendoppel | 1     | Rupesh Kumar / Sanave Thomas      |
| 2010   | Südasienspiele                         | Herrendoppel | 1     | Sanave Thomas / Rupesh Kumar      |
| 2010   | Commonwealth Games                     | Team         | 2     | Indien                            |